# Lester Benjamin
Lester Benjamin (14 settembre 1963) è un ex lunghista antiguo-barbudano.

## Biografia
Ha rappresentato lo stato insulare di Antigua e Barbuda nel corso dei Giochi olimpici di Los Angeles 1984, occasione in cui è stato portabandiera della delegazione nazionale. In occasione di due edizioni consecutive dei Giochi panamericani è rimasto fuori dal podio e dal conquistare una medaglia, classificandosi quarto.
Il suo record personale, stabilito a Baton Rouge, è il record nazionale dal 1984.

## Palmarès
| Anno | Manifestazione      | Sede         | Evento         | Risultato        | Prestazione | Note |
| ---- | ------------------- | ------------ | -------------- | ---------------- | ----------- | ---- |
| 1983 | Mondiali            | Helsinki     | 100 m piani    | Quarti di finale | 10"86       |      |
| 1983 | Mondiali            | Helsinki     | Salto in lungo | 15º (q)          | 7,81 m      |      |
| 1983 | Giochi panamericani | Caracas      | Salto in lungo | 4º               | 7,89 m      |      |
| 1984 | Giochi olimpici     | Los Angeles  | Salto in lungo | 15º (q)          | 7,57 m      |      |
| 1987 | Mondiali indoor     | Indianapolis | Salto in lungo | 14º              | 7,48 m      |      |
| 1987 | Giochi panamericani | Indianapolis | Salto in lungo | 4º               | 8,01 m      |      |
| 1987 | Mondiali            | Roma         | Salto in lungo | nm (q)           | nm (q)      |      |